# Mezquita de Bayezid I
La Mezquita de Bayezid I (en turco: Fethiye Camii, en griego: Τέμενος Βαγιαζήτ, romanizado: Témenos Bayazít), o Mezquita del Sultán Mehmed I (en turco: Çelebi Sultan Mehmed Camii,  en griego: Τέμενος Μεχμέτ Α'), también conocida como la Gran Mezquita (en turco: 'Büyük Camii o Ulu Camii) es un edificio  otomano situado en Didimótico, en la periferia] de Grecia de Macedonia Oriental y Tracia. Terminada en 1420-1421, es la mezquita otomana más antigua que se conserva en Europa, y una de las más imponentes.  Esta afirmación implica una definición política de Europa, ya que la mezquita de Bayezid I en Edirne (Tracia Oriental, actual Turquía, se construyó entre 1402 y 1414. Además, la Antigua mezquita de Komotiní en Komotiní, conocida hoy como la «Mezquita Vieja»", es probablemente anterior a la gran mezquita de Didimótico. Sin embargo, la mezquita Komotiní ha sufrido muchas reconstrucciones a lo largo del tiempo, por lo que apenas quedan vestigios de los primeros años de la conquista otomana.

## Historia

### Una mezquita dedicada a dos sultanes
Tomada por los otomanos entre 1359  y 1361, Didimótico (en turco: Dimetoka) formó uno de los primeros centros de la cultura otomana en los Balcanes. Incluso sustituyó temporalmente a Bursa como residencia del sultanato, convirtiéndose en la primera capital del Imperio otomano en Europa hasta 1366.
Según el viajero Evliya Çelebi, que visitó la ciudad en 1670, la construcción de la mezquita comenzó durante el reinado del sultán Bayezid I. Sin embargo, la invasión de Anatolia por las tropas turcomongolas de Tamerlán y la captura del sultán en la batalla de Angora en 1402 paralizaron las obras. Las obras se reanudaron bajo Mehmed I, y los análisis dendrocronológicos de la parte superior del tejado dataron la madera utilizada en el año 1418. Como atestigua la inscripción de la dedicatoria sobre la entrada principal, el edificio se terminó e inauguró en marzo de 1420. Una segunda inscripción, sobre la entrada lateral suroeste, afirma que la mezquita fue obra del famoso arquitecto Ivaz Pasha, y que la obra fue construida por Dogan ibn Abdullah bajo la supervisión del cadí Sayed Ali Hassan. A diferencia de la primera inscripción, la fecha mencionada es 1421.
La Gran Mezquita de Didimótico, es una de las pocas de los Balcanes en las que se reconoce que fue encargada por un soberano otomano, quedó así bajo el patrocinio de dos sultanes. En este sentido, su historia temprana tiene paralelismos con la de la Mezquita Vieja de Edirne, situada unos 40 km más al norte.

### Usos y modificaciones al final de la ocupación otomana
Durante la ocupación de la región por el reino de Bulgaria en 1912 durante la Primera Guerra Balcánica, el edificio se convirtió en la iglesia de San Jorge. Contradiciendo esta fecha, la Asociación de Graduados Universitarios de las Minorías de Tracia Occidental afirma en uno de sus comunicados que la gran mezquita permaneció abierta al culto hasta 1952, tras la incorporación de la región a Grecia y el traslado de poblaciones a raíz del Tratado de Lausana. Posteriormente, se vendió a un particular  y se utilizó como granero. Su tejado de plomo, elogiado por Evliya Çelebi, fue depuesto durante la Segunda Guerra Mundial. El edificio fue declarado monumento histórico en 1946.  bajo la responsabilidad del 15.º Eforato de antigüedades bizantinas.

### Restauración lenta y compleja
Privado de su cubierta cimera, el monumento sufrió un rápido deterioro de su estado estructural y estético. Las peticiones de restauración comenzaron ya en 1969, pero la primera actuación importante no se llevó a cabo hasta muchos años después, cuando la mezquita se cubrió con láminas de hojalata entre 1981 y 1985. Este tejado provisional fue sustituido diez años más tarde por una cubierta de plomo recubierta con una lona impermeable y a partir de 2001 se instalaron andamios para estabilizar el edificio y contener su deterioro.
Finalmente, en 2014 se firmó un amplio programa de restauración gracias a la financiación europea. Mientras se llevaban a cabo las obras de restauración de la cubierta, un gran incendio devastó parte de 700 m2 del siglo XV techo de roble durante la noche del 21 al 22 de marzo de 2017. A finales de 2022, se inició la reconstrucción del edificio.

## Arquitectura
El monumento presenta similitudes arquitectónicas con la Mezquita Vieja de Edirne, sobre todo en lo que respecta a los materiales de construcción, la mampostería y la arquitectura de las fachadas. Ambos edificios están hechos de piedra caliza amarilla local. También tienen en común el uso de piedras blancas y rojas sobre las puertas y ventanas. La Gran Mezquita de Didimótico, sin embargo, destaca por las características únicas de su alto tejado piramidal, completamente destruida por el incendio de  2017.
Las fachadas miden 32 m de ancho, 30 m de largo y casi 12 m de alto, mientras que las dimensiones interiores son de 28 m de ancho por 25,5 m de largo. Un pórtico, destruido en fecha desconocida, probablemente prolongaba la estructura cuadrada de la sala de oración a la altura de la entrada principal hacia el norte, a menos que la modificación de los planos del edificio tras la muerte de Bayezid I explique por qué esta parte de la mezquita nunca vio la luz. El monumental portal de 8,5 m de altura, decorado con mocárabes, rodea las puertas de madera originales. Es uno de los ejemplos más representativos en los Balcanes de la influencia del estilo selyúcida en el nuevo diseño arquitectónico de los primeros otomanos.
En el interior, la cúpula sobre pechinas  descansa sobre cuatro pilares  cuadrados, que dividen la vasta sala de oración en nueve espacios de tamaño desigual. El espacio central entre los pilares mide 10,9 m por 8,53 m. El mihrab con mocárabes está rodeado de decoración policromada con motivos vegetales y un fresco que representa los edificios y jardines de una ciudad celestial.
 También se pueden ver grandes caligrafías, extraídas principalmente del Corán.

## Galería

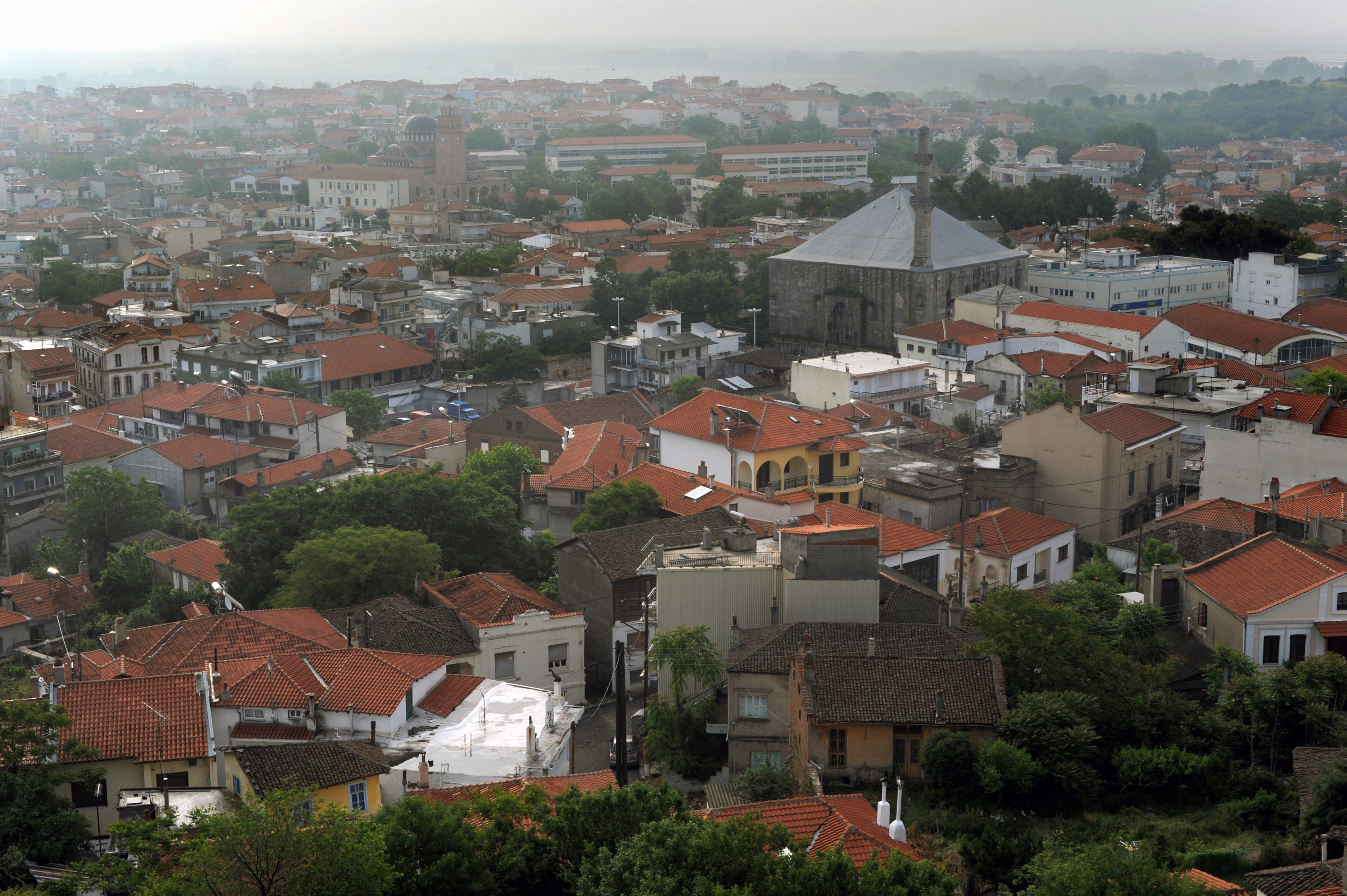
Vista de la mezquita desde el castillo.
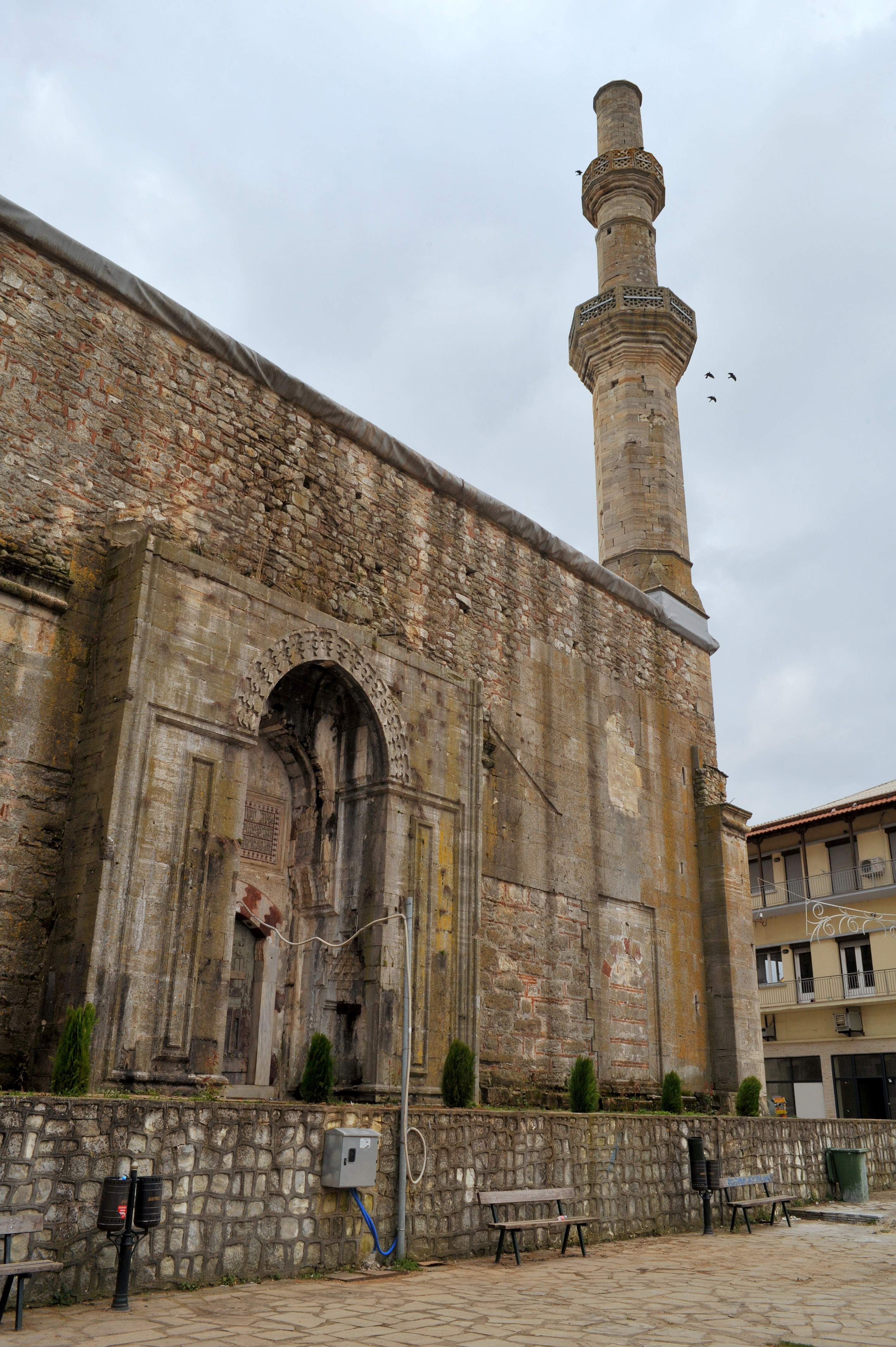
Fachada principal al norte y minarete.
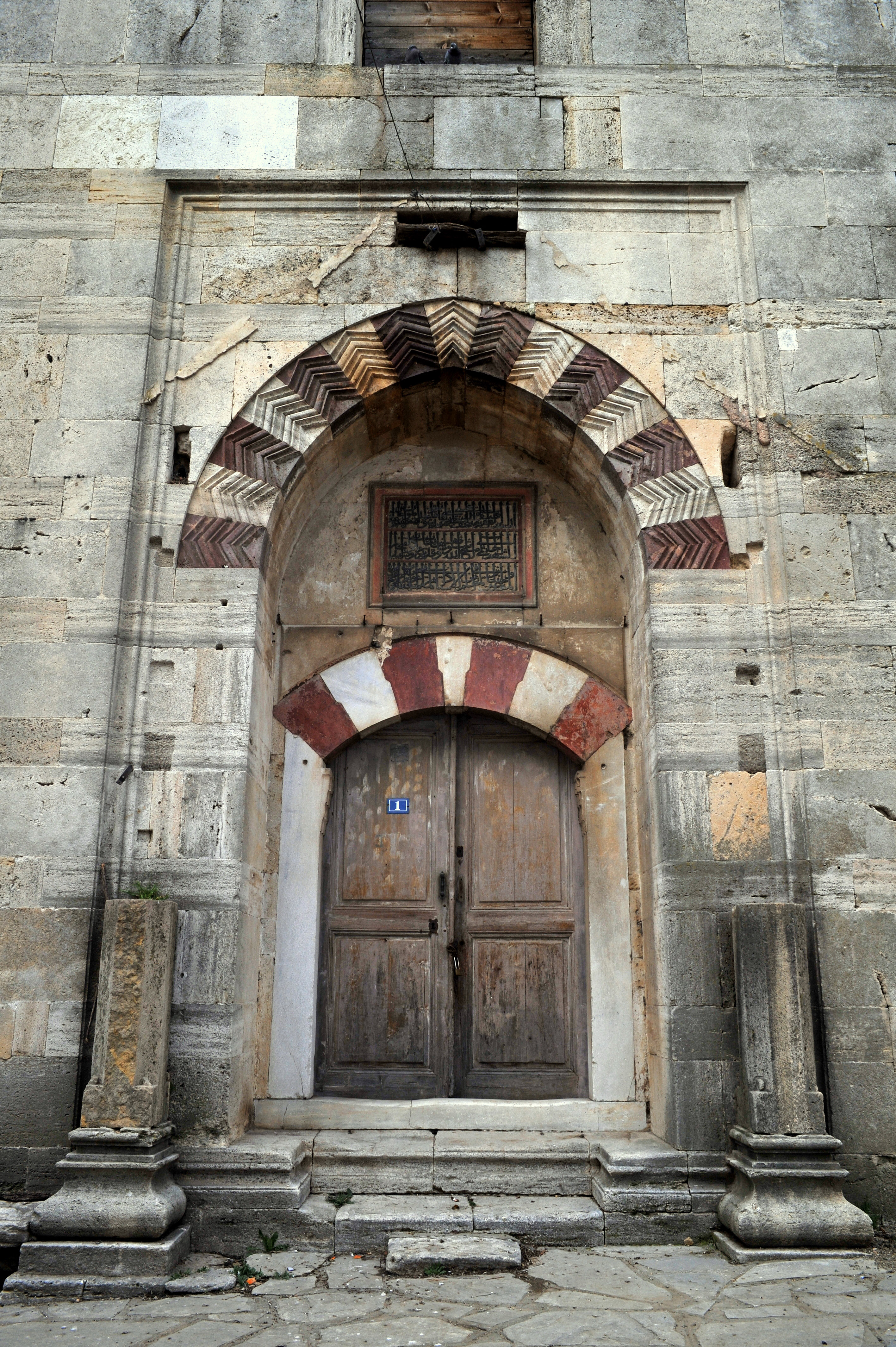
Puerta de la fachada oeste.
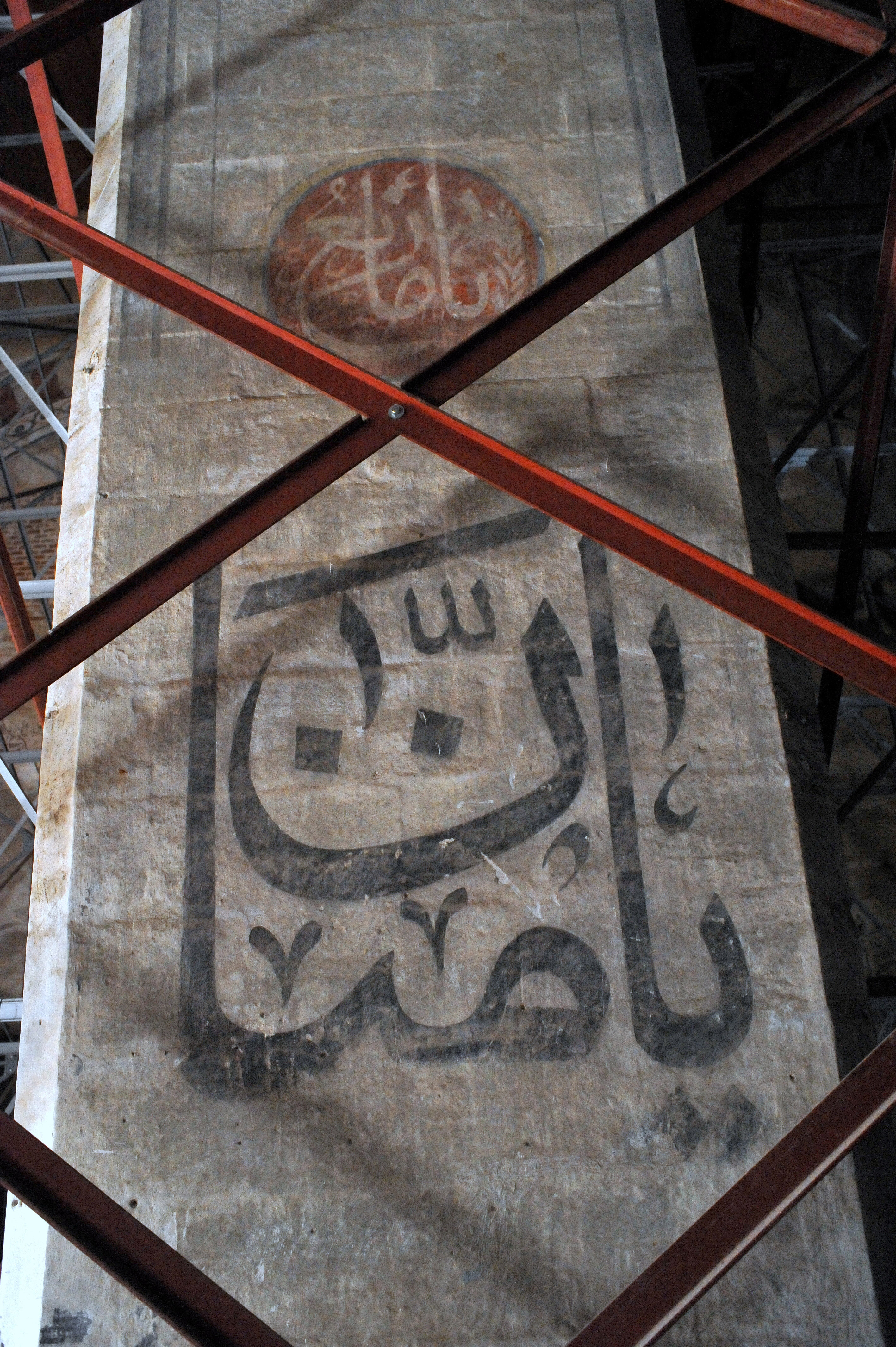
Ejemplo de gran caligrafía en uno de los pilares.
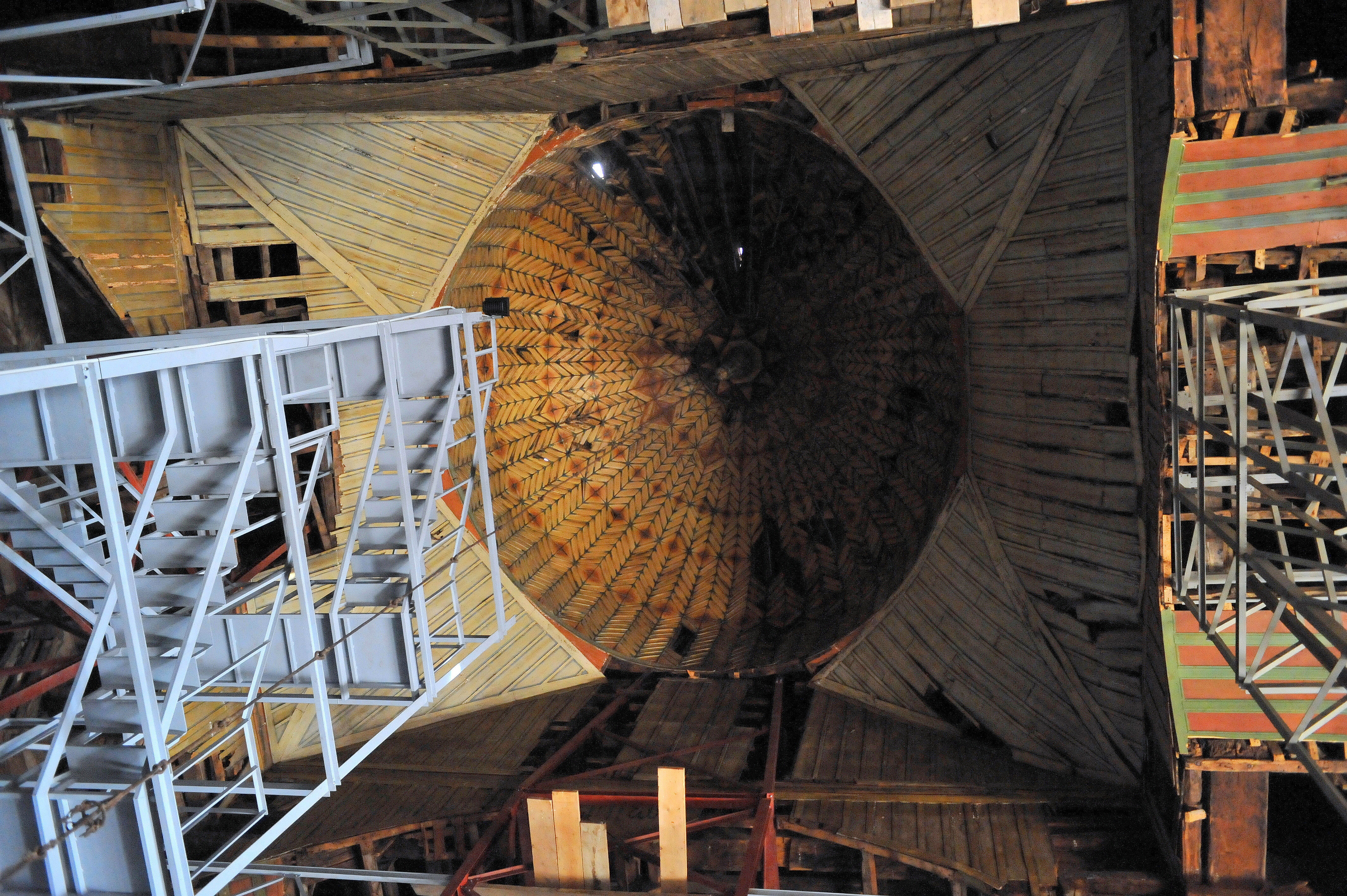
Cúpula de madera antes del incendio.
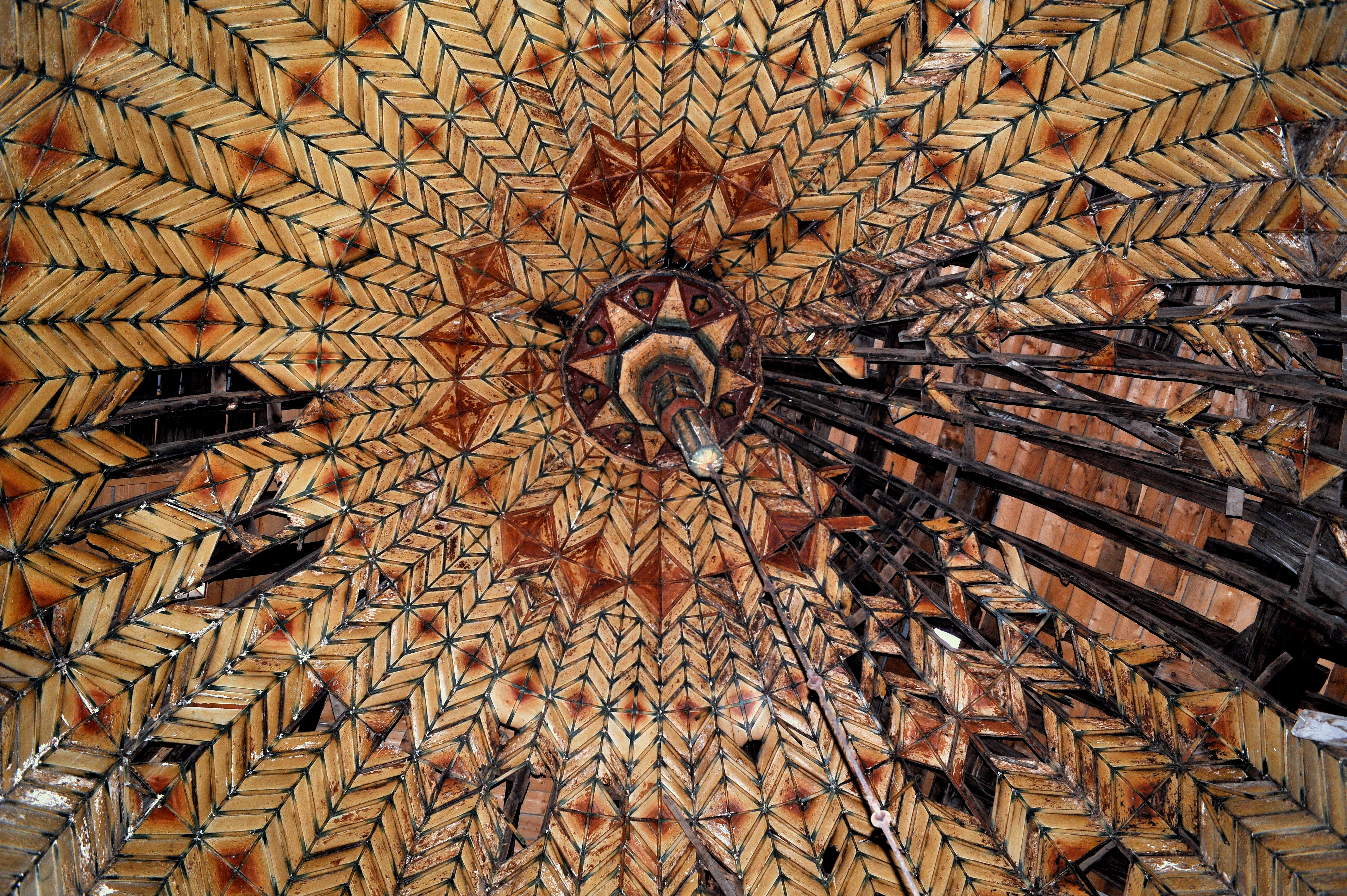
Detalle del revestimiento del centro de la cúpula antes del incendio.